# Кампоре (Ла Специја)
Кампоре је насеље у Италији у округу Ла Специја, региону Лигурија.
Према процени из 2011. у насељу је живело 68 становника. Насеље се налази на надморској висини од 599 м.